# Neon Future II
Neon Future II è il terzo album in studio del DJ statunitense Steve Aoki, pubblicato il 12 maggio 2015 dalla Ultra Music e dalla Dim Mak Records.

## Concezione
Come quanto accaduto con la prima parte, anche Neon Future II è stato annunciato da Aoki verso la fine di aprile 2014. Rispetto alla prima parte, caratterizzato da sonorità più radiofoniche, Neon Future II presenta invece sonorità più "oscure".

## Promozione
Il 12 febbraio 2015 Aoki ha presentato il primo singolo estratto dall'album, intitolato I Love It When You Cry (Moxoki) e realizzato in collaborazione con Moxie Raia. In seguito, il 2 aprile dello stesso anno è stato annunciato il secondo singolo Darker Than Blood, che ha visto la partecipazione dei Linkin Park (già collaboratori con Aoki al loro singolo A Light That Never Comes del 2013), mentre il 4 maggio è stato reso disponibile per il download digitale Lightning Strikes.
L'album è stato infine reso disponibile per lo streaming da MTV il 5 maggio 2015.

## Tracce
1. Time Capsule (Intro) – 3:01
2. I Love It When You Cry (Moxoki) (Steve Aoki & Moxie Raia) – 3:11 – versione radiofonica
3. Youth Dem (Turn Up) (feat. Snoop Lion) – 3:13
4. Hysteria (feat. Matthew Koma) – 4:26
5. Darker Than Blood (feat. Linkin Park) – 5:12
6. Lightning Strikes (Steve Aoki, Nervo & Tony Junior) – 3:58
7. Tars (Interlude) (feat. Kip Thorne) – 2:20
8. Home We'll Go (Take My Hand) (Steve Aoki & Walk off the Earth) – 5:07
9. Heaven on Earth (feat. Sherry St. Germain) – 3:48
10. Holding Up the World (feat. Harrison & Albin Myers) – 3:21
11. Light Years (feat. Rivers Cuomo) – 4:08
12. Warp Speed (feat. J. J. Abrams) – 2:07

Traccia bonus nell'edizione giapponese
1. I Love It When You Cry (Moxoki) (Steve Aoki & Moxie Raia) (Boehm Remix)

## Classifiche
| Classifica (2015)              | Posizione massima |
| ------------------------------ | ----------------- |
| Belgio (Fiandre)               | 93                |
| Belgio (Vallonia)              | 132               |
| Canada                         | 25                |
| Stati Uniti                    | 66                |
| Stati Uniti (dance/electronic) | 2                 |
| Stati Uniti (independent)      | 7                 |